# Distrito de Grand'Anse (Praslin)
Grand'Anse es un distrito administrativo del archipiélago de Seychelles. Cubre la mitad del sudoeste de la isla Praslin. El distrito tiene una superficie de aproximadamente  catorce kilómetros cuadrados y tiene 3 335 habitantes, cifra atribuida por el censo del gobierno seychellano en el año 2002.
En cuanto a educación posee una escuela primaria. También hay una iglesia. Hay un servicio regular de transporte público de colectivos. 
El clima es, a lo largo del año, cálido y húmedo con frecuentes lluvias. Este distrito tiene una vegetación muy exuberante, además de también ser poseedor de bellos paisajes. Las aves son los animales más frecuentemente vistos en Grand´ Anse.
Gracias a la abundante flora y fauna y sus bellas playas, este lugar es un destino turístico muy frecuentado.
La gran presencia de aves en la isla Praslin facilita la extracción del estiércol de las mismas que es utilizado como fertilizante.